# 웨스트 오클랜드 AFC
웨스트 오클랜드 AFC(West Auckland Association Football Club)는 뉴질랜드 오클랜드를 연고로 하는 아마추어 축구단이다. 구단의 홈구장은 오클랜드의 교외에 위치한 브레인스 파크이며 현재 NRF 리그 원에 참가하고 있다.
구단의 첫 번째 코치(Coach)는 1990년, 1992년, 1995년, 1996년 및 1997년에 와이타케레 시티 FC 소속으로 뉴질랜드 내셔널 풋볼 리그를 우승한 스콧 맥케이다.